# Colocasia coryli
Noctuelle du coudrier, Noctuelle du noisetier
Espèce
La Noctuelle du coudrier ou Noctuelle du noisetier (Colocasia coryli) est une espèce de lépidoptères de la famille des Noctuidae vivant en Europe.
L'imago a une envergure de 27 à 35 mm. Il vole d'avril à septembre selon les régions sur deux générations et est attiré par la lumière.
Sa chenille vit sur de nombreuses espèces de végétaux : noisetier, chêne, hêtre européen, charme commun, bouleau, érable champêtre.